# Kinbergonuphis tenuis
Kinbergonuphis tenuis är en ringmaskart som först beskrevs av Hansen 1882.  Kinbergonuphis tenuis ingår i släktet Kinbergonuphis och familjen Onuphidae. Inga underarter finns listade i Catalogue of Life.